# Авеню Эм (линия Брайтон, Би-эм-ти)
|   |     |     |     |     |   |
| · | · л | · э | · э | · л | · |

|   |     |     |     |     |   |
| · | · л | · э | · э | · л | · |

«Авеню Эм» (англ. Avenue M) — станция Нью-Йоркского метрополитена, расположенная на линии Брайтон, Би-эм-ти. Станция находится в Бруклине, в границе округов Мидвуд, между Восточной 15-й и Восточной 16-й улицами, в районе их пересечения с авеню Эм. На станции останавливается маршрут Q (круглосуточно). Станцию проходит без остановки маршрут B (в будни днём и вечером до 23:00).
Станция была открыта на уже действующей эстакадной линии в 1908 году. Она представлена двумя боковыми платформами, обслуживающими только внешние (локальные) пути четырёхпутной линии. Платформы оборудованы навесом в центральной части, они узкие и огорожены по всей своей длине высоким бежевым забором. Станция находилась на реконструкции с сентября 2009 года по декабрь 2011 года.
Единственный выход со станции представлен вестибюлем, расположенным под путями и лестницами, ведущими с каждой платформы, в северной части платформ. Выход со станции приводит к южной стороне авеню Эм, между Восточной 15-й и Восточной 16-й улицами.
К западу от станции, на пересечении авеню Эм и Восточной 14-й улицы располагается здание бывшей киностудии Vitagraph, которая выпускала немое кино. Студия проработала до 1925 года, когда её перекупила кинокомпания Warner Bros.

## Галерея

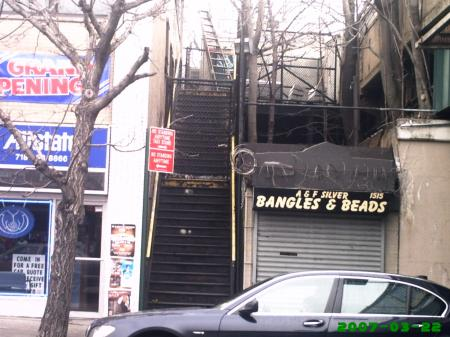
Лестница, являющаяся частью закрытого выхода
- Поезд, состоящий из вагонов R68, отходит от станции
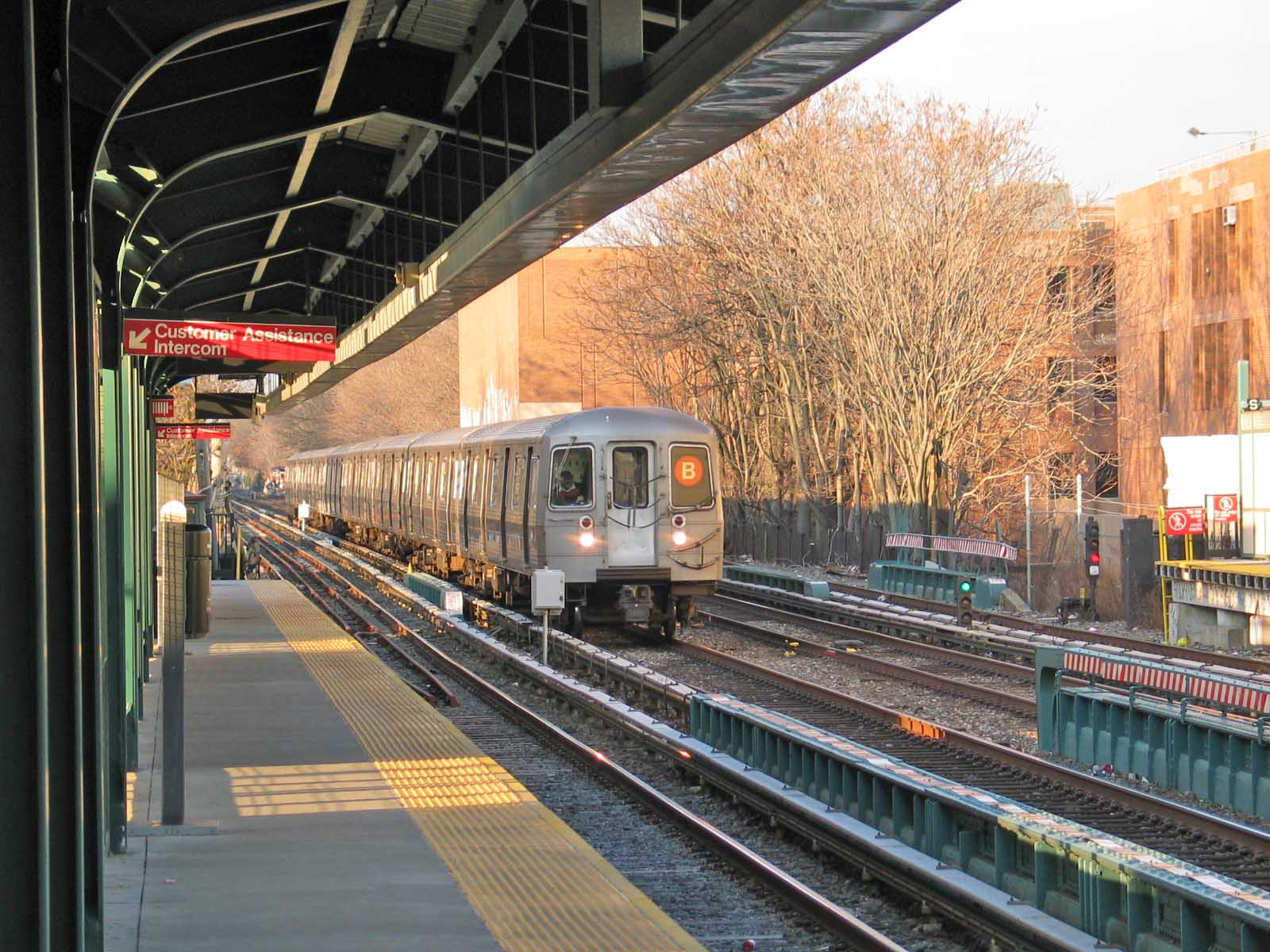
Состав из вагонов R68 проходит по экспресс-пути в сторону Брайтон-Бич
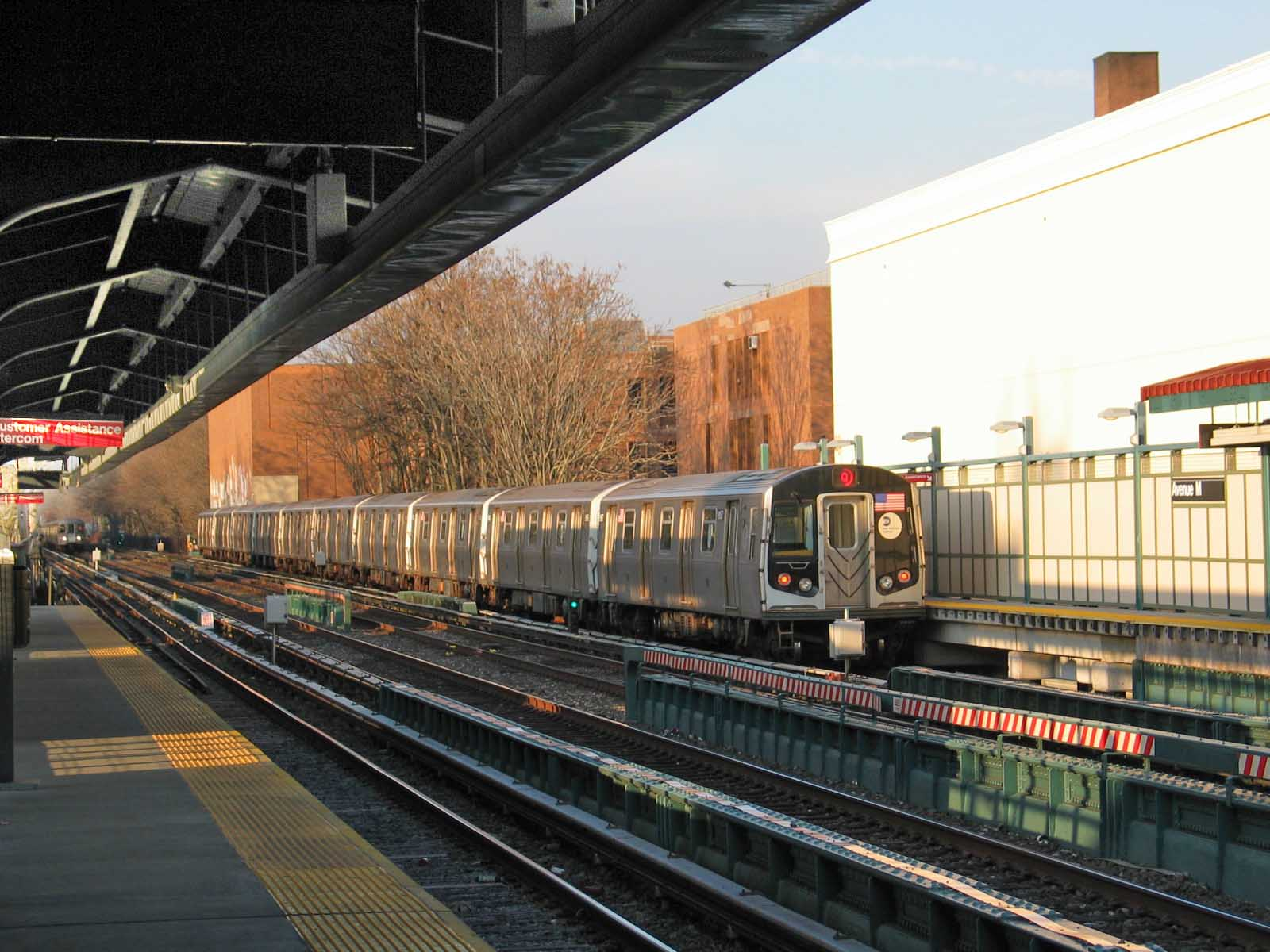
Состав из вагонов R160 проходит по локальному пути в сторону Манхэттена
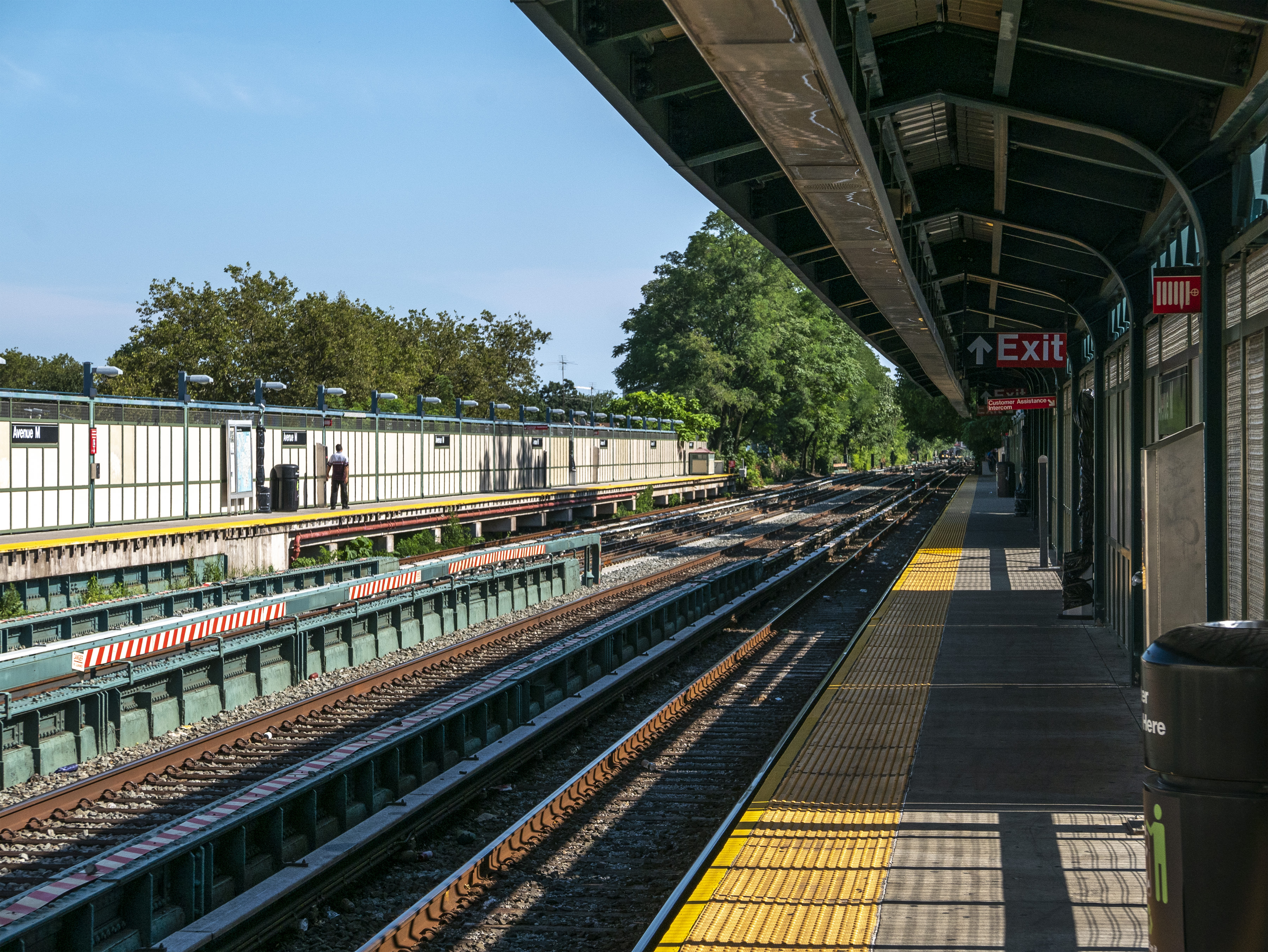
Платформа южного направления
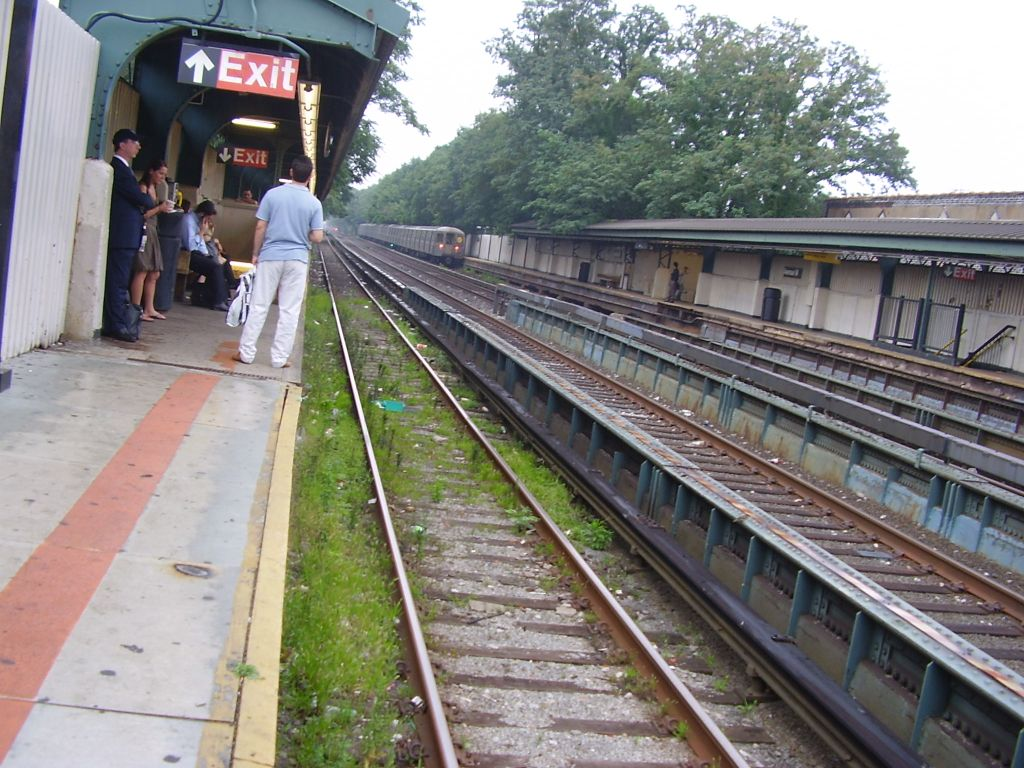
Платформа до реставрации